# Товариство імені Гельмгольца
Товариство Гельмольца, Товариство німецьких дослідницьких центрів імені Гельмгольца (нім. Helmholtz-Gemeinschaft Deutscher Forschungszentren) — німецьке наукове товариство, що об'єднує 16 природничих, медичних та технічних наукових установ Німеччини. В установах товариства працюють 28 000 співробітників, загальний бюджет в 2010 році становить 2,8 мільярди євро.

## Члени товариства імені Гельмгольца
- Інститут Альфреда Вегенера з полярних та морських досліджень (AWI), Бремергафен
- Stiftung Deutsches Elektronen-Synchrotron (DESY), Гамбург
- Stiftung Deutsches Krebsforschungszentrum (DKFZ), Гайдельберг
- Німецький аерокосмічний центр (Deutsches Zentrum für Luft- und Raumfahrt e.V., DLR), Кельн
- Deutsches Zentrum für Neurodegenerative Erkrankungen (DZNE), Бонн
- Юліхський дослідницький центр (Forschungszentrum Jülich GmbH, FZJ), Юліх
- Karlsruher Institut für Technologie (KIT)
- GSI Helmholtzzentrum für Schwerionenforschung|GSI Helmholtzzentrum für Schwerionenforschung mbH, Дармштадт
- GKSS-Forschungszentrum Geesthacht GmbH (GKSS), Геестгахт
- Helmholtz-Zentrum Berlin für Materialien und Energie (HZB)
- Helmholtz-Zentrum Dresden-Rossendorf (HZDR), Дрезден
- Helmholtz-Zentrum für Infektionsforschung|Helmholtz-Zentrum für Infektionsforschung GmbH (HZI), Брауншвейг 
 раніше Gesellschaft für Biotechnologische Forschung (GBF)
- Helmholtz-Zentrum für Umweltforschung — UFZ, Leipzig 
 раніше називався UFZ-Umweltforschungszentrum Лейпциг-Галле
- Helmholtz Zentrum München — Deutsches Forschungszentrum für Gesundheit und Umwelt (HMGU), Нойгерберг, коло Мюнхена
- Helmholtz-Zentrum Potsdam Deutsches GeoForschungZentrum[de] — GFZ (GFZ), Потсдам
- Max-Delbrück-Centrum für Molekulare Medizin|Stiftung Max-Delbrück-Centrum für Molekulare Medizin (MDC), Берлін
- Max-Planck-Institut für Plasmaphysik e.V.[de] (IPP), Ґархінґ коло Мюнхена (асоційований член)